# Чемпионат СССР по водному поло среди женщин 1989
I чемпионат СССР по водному поло среди женских команд проходил с марта по октябрь 1989 года. Победителем турнира стала тбилисская команда «Иверия».

## Предыстория
Первые матчи женских команд по водному поло были проведены в СССР ещё в конце 1920-х годов. Как отмечала газета «Вечерняя Москва», в августе 1928 года четыре женские ватерпольные команды участвовали во Всесоюзной спартакиаде в столице. По воспоминаниям пловчихи Евгении Второвой, показательные матчи по водному поло среди женщин в 1930-е годы входили в программу традиционных встреч пловцов Москвы и Ленинграда, а в 1935 году смешанная советская команда, в которую были включены Второва и Клавдия Алёшина, в товарищеском матче в Норвегии обыграла местную мужскую команду. Однако развитие женского водного поло в большинстве стран мира, включая СССР, прервалось и возобновилось лишь в 1970—1980-е годы.
В 1978 году на чемпионате мира по водным видам спорта в Западном Берлине был проведён показательный турнир по водному поло с участием женских команд. В СССР возрождение женского водного поло началось в 1982 году с организации секции в МГУ, у истоков которой стояли заведующий кафедрой физического воспитания и спорта, тренер мужской команды МГУ Михаил Рыжак и председатель спортклуба, знаменитый ватерпольный вратарь Юрий Митянин. В том же году секция женского водного поло под руководством Сергея Фролова появилась в ГЦОЛИФКе (в ней сформировалась команда СКИФ), вскоре были образованы команды и в других городах страны.
Организацией официальных женских соревнований по водному поло занимался Всесоюзный совет ДСО профсоюзов. Проводимые им первенства по сути представляли собой чемпионаты страны. Первый турнир прошёл с 8 по 12 марта 1985 года в горьковском бассейне «Дельфин» с участием местного «Труда», МГУ, СКИФа, запорожской «Стрелы», тбилисского «Буревестника» и харьковского «Политехника». Годом позже в том же бассейне призы ВС ДСО профсоюзов разыграли уже 8 команд: к перечисленным выше участникам добавились «Уралочка» (Златоуст) и «Медео» (Алма-Ата). В 1987 и 1988 годах с ростом количества команд турниры стали проводиться отдельно по высшей и первой лигам. Победителями соревнований становились МГУ (1985, 1986), СКИФ (1987) и тбилисская «Иверия» (1988).
В марте 1989 года соревнования Всесоюзного добровольного физкультурно-спортивного общества (ВДФСО) профсоюзов стартовали в Челябинске, а спустя полгода продолжились в Запорожье уже в статусе первого чемпионата страны, организацией которого по-прежнему занималось профсоюзное спортивное общество. Постановление Госкомспорта СССР о проведении чемпионата было подписано 19 июня 1989 года.

## Система чемпионата
В чемпионате высшей лиги приняли участие 8 команд. На предварительном этапе они сыграли в один круг. Команды, занявшие в турнирной таблице 1—4-е места, в финальном турнире продолжили борьбу за медали, а вторая четвёрка команд играла за право остаться в высшей лиге. В рамках финального этапа команды в своих группах провели матчи в один круг без учёта результатов предварительного этапа. При равенстве очков у двух команд более высокую позицию занимал победитель личной встречи. Команды, занявшие в главной финальной группе 1—2-е места, затем провели матч за золотые медали, а команды, финишировавшие на 3—4-м местах, — матч за бронзу. Аналогично были разыграны места с 5-го по 8-е для участников второй финальной группы. Команда, занявшая последнее место, выбыла в первую лигу.

## Предварительный этап
Матчи прошли в марте в челябинском бассейне «Строитель» и в сентябре — октябре в запорожском бассейне «Славутич».
|                          | О  |
| ------------------------ | -- |
| 1. СКИФ (Москва)         | 11 |
| 2. «Уралочка» (Златоуст) | 10 |
| 3. «Иверия» (Тбилиси)    | 10 |
| 4. МГУ (Москва)          | 9  |
| 5. «Салют» (Горький)     | 6  |
| 6. «Нива» (Краснодар)    | 6  |
| 7. «Стрела» (Запорожье)  | 4  |
| 8. «Медео» (Алма-Ата)    | 0  |

## Финальный этап
Матчи прошли в Запорожье в бассейне «Славутич». Звание первого чемпиона СССР выиграла «Иверия» под руководством Зураба Чачавы. Серебряными призёрами стали студентки МГУ, которых тренировал Владимир Свинтицких, а бронзовыми — ватерполистки «Уралочки» Михаила Накорякова.
Команда «Медео» заняла последнее место и уступила своё место в сильнейшем дивизионе победителю первой лиги — киевскому «Славутичу».

### За 1—4-е места
|                          | 1   | 2   | 3   | 4   | И | В | Н | П | М     | О |
| ------------------------ | --- | --- | --- | --- | - | - | - | - | ----- | - |
| 1. МГУ (Москва)          |     | 6:6 | 9:5 | 7:7 | 3 | 1 | 2 | 0 | 22:18 | 4 |
| 2. «Иверия» (Тбилиси)    | 6:6 |     | 6:4 | 6:6 | 3 | 1 | 2 | 0 | 18:16 | 4 |
| 3. СКИФ (Москва)         | 5:9 | 4:6 |     | 6:4 | 3 | 1 | 0 | 2 | 15:19 | 2 |
| 4. «Уралочка» (Златоуст) | 7:7 | 6:6 | 4:6 |     | 3 | 0 | 2 | 1 | 17:19 | 2 |

### За 5—8-е места
|                         | 5    | 6    | 7    | 8    | И | В | Н | П | М     | О |
| ----------------------- | ---- | ---- | ---- | ---- | - | - | - | - | ----- | - |
| 5. «Салют» (Горький)    |      | 10:7 | 14:9 | 12:7 | 3 | 3 | 0 | 0 | 36:23 | 6 |
| 6. «Нива» (Краснодар)   | 7:10 |      | 8:5  | 9:5  | 3 | 2 | 0 | 1 | 24:20 | 4 |
| 7. «Стрела» (Запорожье) | 9:14 | 5:8  |      | 8:6  | 3 | 1 | 0 | 2 | 22:28 | 2 |
| 8. «Медео» (Алма-Ата)   | 7:12 | 5:9  | 6:8  |      | 3 | 0 | 0 | 3 | 18:29 | 0 |

### Стыковые матчи
4 октября
- За 7—8-е места. «Стрела» — «Медео» — 10:3.
- За 5—6-е места. «Салют» — «Нива» — 11:8.
- За 3—4-е места. «Уралочка» — СКИФ — 9:4.
- За 1—2-е места. «Иверия» — МГУ — 5:4 (0:0, 2:2, 1:0, 2:2).